# Табори, Ласло
Ласло Табори (венг. Tábori László; 6 июля 1931, Кошице — 23 мая 2018, Лос-Анджелес, Калифорния), урождённый Талабирчук (венг. Talabircsuk) — венгерский легкоатлет, специалист по бегу на средние и длинные дистанции. Выступал за сборную Венгрии по лёгкой атлетике в средине 1950-х годов, обладатель мирового рекорда в беге на 1500 метров, участник летних Олимпийских игр в Мельбурне. Позже работал тренером в США.

## Биография
Родился 6 июля 1931 года в городе Кошице. Серьёзно заниматься бегом начал после Второй мировой войны, проходил подготовку в Будапеште в столичном спортивном клубе «Будапешт Хонвед», был подопечным знаменитого тренера Михая Иглои.
В 1953 и 1954 годах выступал в составе венгерской национальной сборной в эстафете 4 × 1500 метров, установил в данной дисциплине мировой рекорд.
Всемирная известность пришла к нему в 1955 году, когда он установил ряд рекордов в различных дисциплинах вместе с одноклубниками Шандором Ихарошом и Иштваном Рожавёльдьи. Так, он стал третьим человеком в мире, кому удалось выбежать милю из четырёх минут — его результат 3:59,0 превзошёл предыдущие достижения британцев Кристофера Чатауэя и Брайана Хьюсона (более двадцати лет он и Рожавёльдьи оставались единственными венграми, кому удалось преодолеть этот рубеж). Также в этом сезоне Табори повторил мировой рекорд в беге на 1500 метров, показав результат 3:40,8. Одержал победу на чемпионате Венгрии на дистанции 1500 метров.
Благодаря череде удачных выступлений удостоился права защищать честь страны на летних Олимпийских играх 1956 года в Мельбурне — финишировал четвёртым в беге на 1500 метров и шестым в беге на 5000 метров. Олимпиада проходила одновременно с вооружёнными волнениями в Венгрии, и Табори вместе со своим тренером Иглои решил бежать на Запад. Вскоре он перебрался на постоянное жительство в США, поселившись в Калифорнии.
В США ещё некоторое время продолжал заниматься бегом, в частности одержал победу в зачёте национального первенства 1961 года.
Впоследствии в 1967 году перешёл на тренерскую работу, используя при этом методологию Иглои, был ярым сторонником интервальных тренировок. Преподавал в одном из колледжей Лос-Анджелеса, был наставником легкоатлетической команды Университета Южной Калифорнии. Среди его воспитанников такие известные американские бегуны как Жаклин Хансен, Митико Горман, Дуэйн Соломон.
Умер 23 мая 2018 года в Лос-Анджелесе в возрасте 86 лет.